# Relações entre Alemanha e Armênia
As relações entre Alemanha e Armênia são as relações diplomáticas estabelecidas entre a República Federal da Alemanha e a República da Armênia. A Alemanha possui uma embaixada em Yerevan, e a Armênia possui uma embaixada em Berlim. Estas relações foram estabelecidas em janeiro de 1992, e sempre foram estáveis e sólidas, com ambos os países trabalhando juntos continuamente e avançando ao longo dos anos em cooperação. Os líderes dos dois países têm discutido as relações bilaterais e notaram que as tem consideravelmente melhorado nos últimos anos.

## Guerras mundiais
Apesar de os armênios não terem sido perseguidos pelo regime nazista, Hitler declarou "quem se lembra dos armênios". Esta declaração refere-se ao descaso da comunidade internacional durante a deportação e execução dos armênios durante a I Guerra Mundial. Historiadores dizem que o significado da declaração de Hitler foi que se os turcos saíram impunes cometendo genocídio contra os armênios, então a Alemanha Nazista podia sair ilesa cometendo um novo genocídio contra os judeus.

## Atualmente

### Reconhecimento do Genocídio Armênio
O parlamento alemão, durante o mandato do chanceler Gerhard Schröder, aprovou uma resolução declarando que o assassinato em massa de armênios por turcos otomanos em 1915, durante a Primeira Guerra Mundial, foi um "genocídio".